# Jurgita Valts
Jurgita Valts, född 26 december 1979 i Litauen, är en litauisk-amerikansk fotomodell för Playboy-agenturen som ägs av Hugh Heffner. Hon var Cyber Girl of the week 20 mars 2006.